# Đường xe lửa treo Dresden

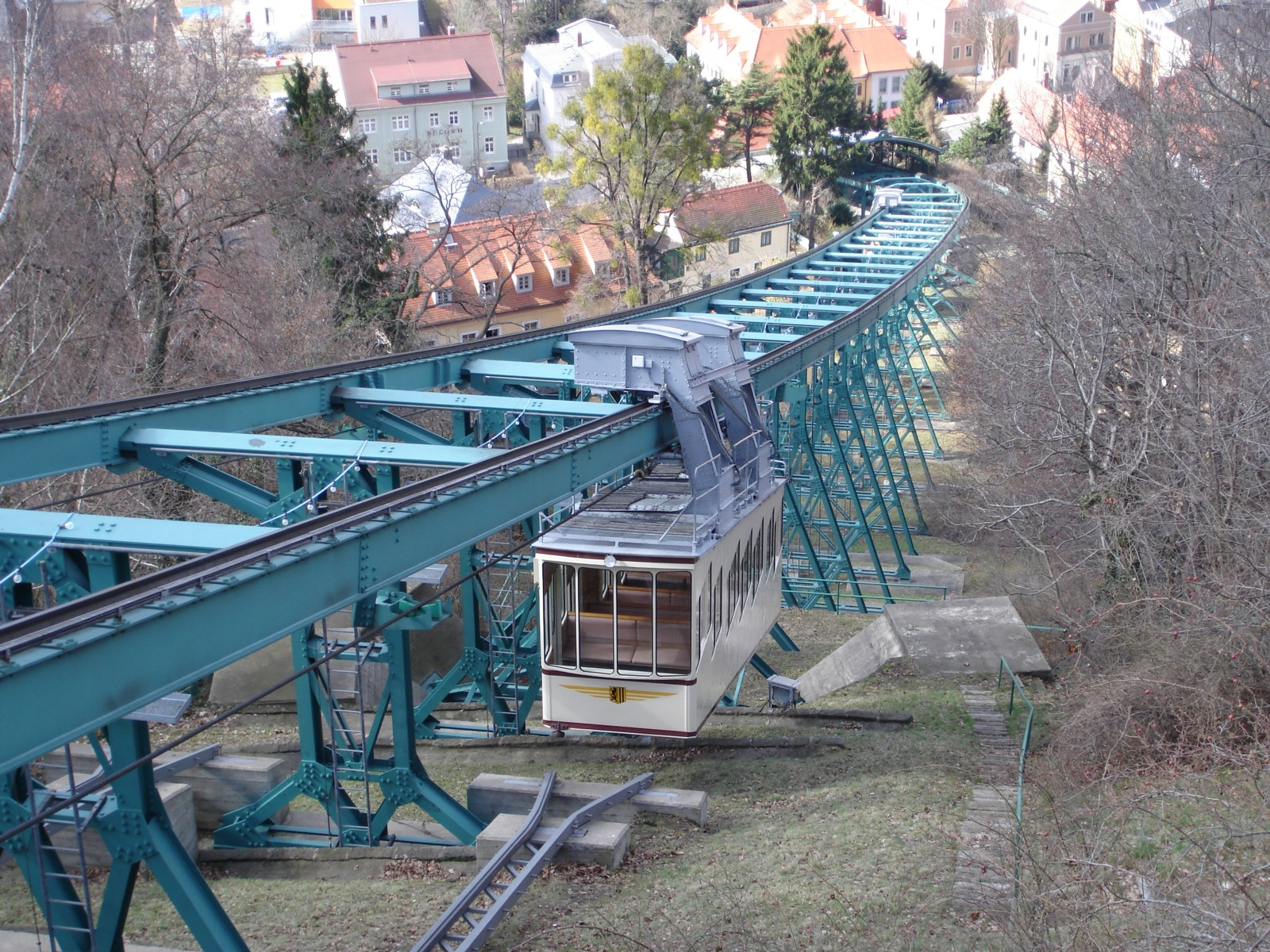
Schwebebahn Dresden

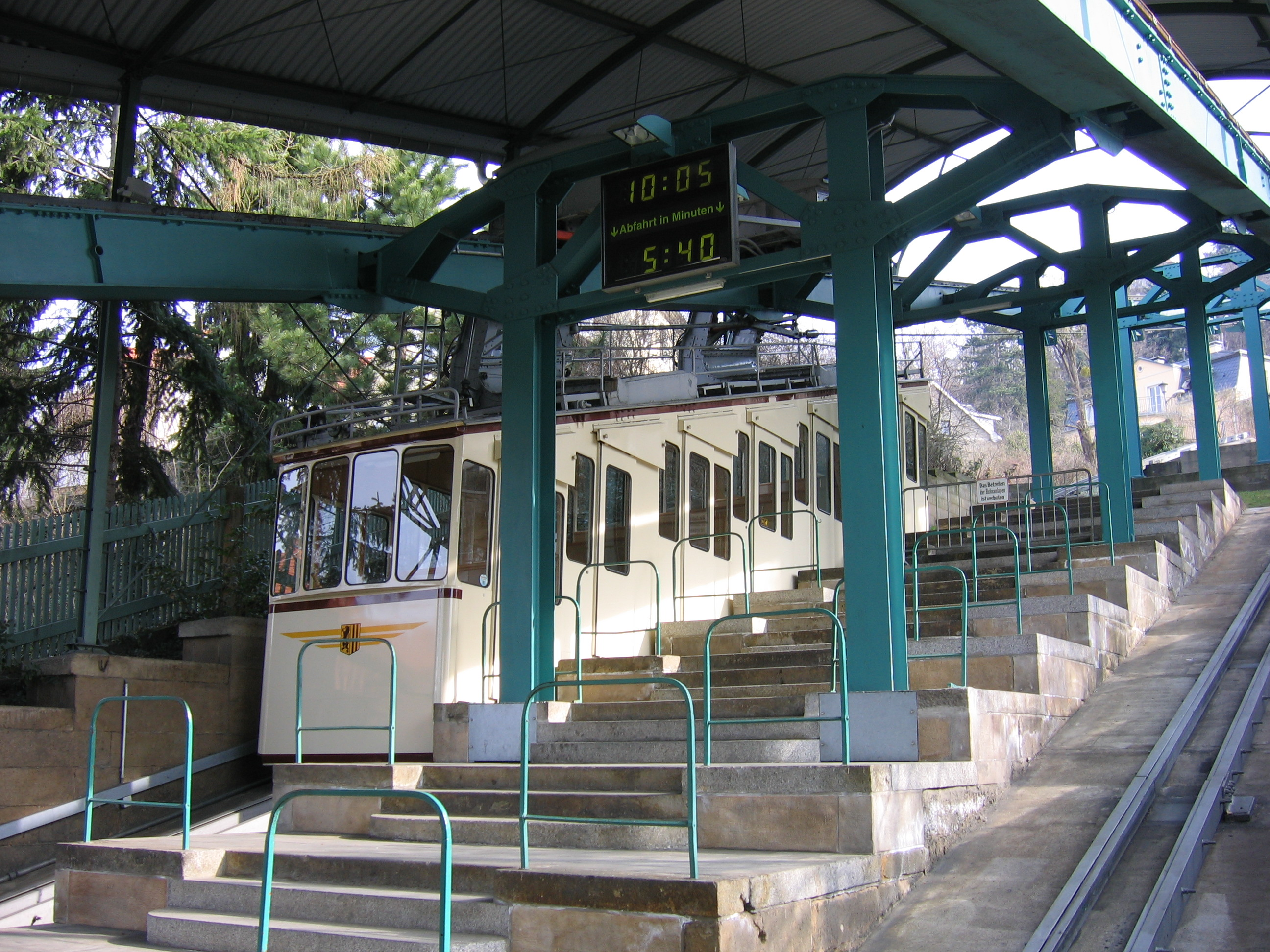
Toa xe lửa treo ở trạm ga

Đường xe lửa treo Dresden (tiếng Đức:Schwebebahn Dresden) là đường sắt 1 thanh ray cho xe lửa treo bên dưới, lâu đời nhất thế giới (1891/1900). Đường xe lửa treo này nằm trong thành phố Dresden, Đức, và nối giao thông giữa các quận Loschwitz và Oberloschwitz. Đường xe lửa treo này dài 274 mét, dựa trên 33 cột chống, do Eugen Langen thiết kế (sau này cũng chính ông ta thiết kế đường xe lửa treo Wuppertal (Schwebebahn Wuppertal) - dài hơn).
Mặc dù ở dạng treo không bình thường, đường xe lửa treo Dresden được vận hành như một đường sắt leo núi thông thường. Hai toa xe lửa treo được nối với nhau bằng 1 dây cáp chạy quanh 1 thùng hình ống đặt ở đầu dốc. Toa xe leo lên đồi được đẩy lên nhờ sức nặng của toa xe xuống dốc phía bên kia, nếu cần sẽ có sự trợ giúp của 1 bộ kéo vận hành bằng điện ở thùng hình ống nói trên.
Đường xe lửa treo này có các thông số sau:
- Chiều dài: 273 m
- Chiều cao: 84 m
- Độ dốc tối đa: 39.2%
- Toa xe lửa: 2
- Sức chứa: 40 hành khách/mỗi toa
- Hình dạng: 2 đường ray treo
- Tốc độ tối đa: 2,5 m/mỗi giây
- Sức kéo: Điện lực

Trong Thế chiến thứ hai, đường xe lửa treo này không bị hư hại, nhưng ngưng vận hành từ năm 1984 tới năm 1992 để tu bổ. Sau năm 1990 tới năm 2002, đã có các sự sửa chữa lớn, và nay có trạm giám sát ở trên nóc trạm ga.
Cùng với đường sắt leo núi Dresden, đường xe lửa treo này do công ty Dresdner Verkehrsbetriebe AG điều hành. Công ty này cũng điều hành các mạng lưới xe điện và xe bus ở Dresden.